# West Island

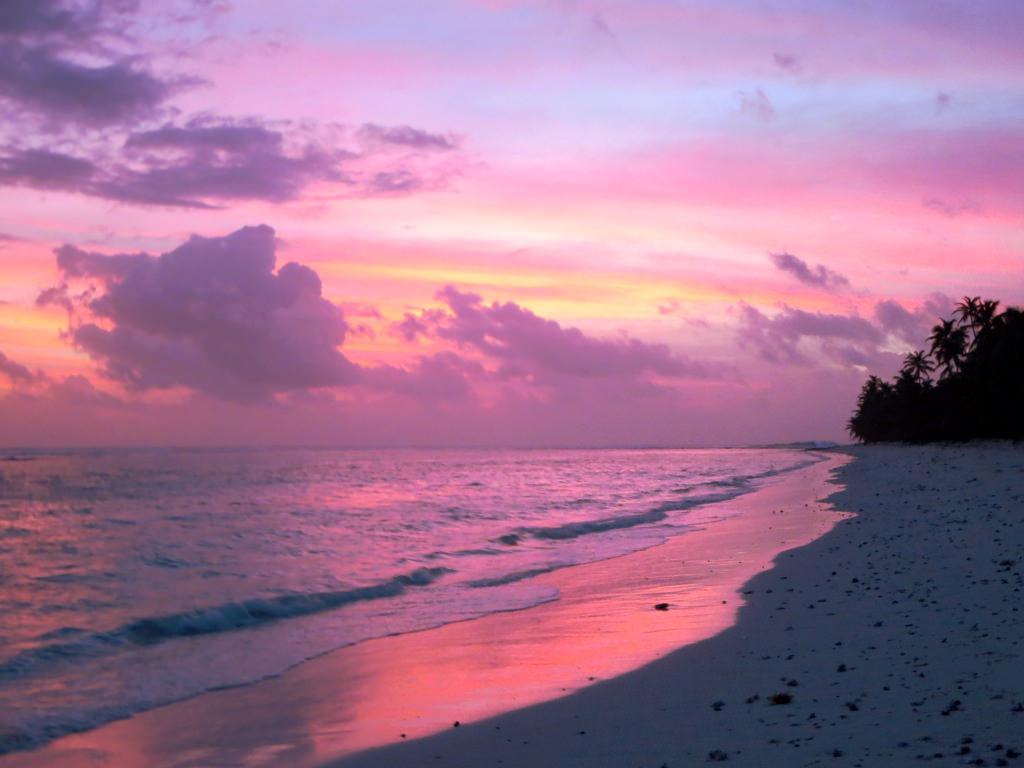
Naplemente a tengerparton

West Island az Ausztráliához tartozó Kókusz (Keeling)-szigetek fővárosa. Nagyjából 120 fős lakossága miatt a világ harmadik legkisebb népességű fővárosának számít, főleg európaiak lakják.
Korábban a Clunies-Ross-család ültetvényének adott otthont, a II. világháború alatt kifutópálya épült rajta. A repülőtér mellett kormányzati épületek, vegyesbolt és turistaszállás található a szigeten. 2013. novemberében kiderült, hogy az Australian Signals Directorate nevű ausztrál kormányügynökség rádió lehallgató állomást üzemeltet a területen. A Wullenweber és Adcock antennarendszerek, illetve a két parabolaantenna a Google Térképen is látható.

## Oktatás
A Cocos Islands District High School nevű intézmény a felelős az alap- és középfokú oktatásért, a hallgatók többsége az ausztrál kontinensről származik.

## Látnivalók
West Island számos látnivalóval is rendelkezik:
- Morea Close: Administration Building Forecourt - emlékhely és kert
- Air Force Road: Direction Island Houses - védett státuszú épületek
- Qantas Close: Government House - kormányzói központ
- Sydney Highway: Qantas Huts - egykori lakóépületek
- RAAF Memorial - a Royal Australian Air Force emlékműve
- Air Force Road: Type 2 Residences - 6 védett státuszú ház
- William Keeling Crescent: Type T Houses Precinct - védett státuszú lakóövezet
- Orion Close: West Island Elevated Houses - védett státuszú házak
- Air Force Road: West Island Housing Precinct - védett státuszú lakóövezet
- Alexander Street: West Island Mosque - mecset